# Старый Тамьян
Старый Тамьян (баш. Иҫке Тамъян) — деревня в Шаранском районе Республики Башкортостан Российской Федерации. Входит в состав Базгиевского сельсовета. Основана в первой половине XVIII века, в 1950–60-х годах имела статус села. В начале XX века население доходило до 800 человек, по переписи 2010 года оно составляет 156 человек.

## География

### Географическое положение
Находится на правом берегу реки Сюнь. Расстояние до:
- районного центра (Шаран): 25 км,
- центра сельсовета (Базгиево): 5 км,
- ближайшей ж/д станции (Кандры): 25 км.

### Климат
По комплексу природных условий деревня, как и весь район, относится к лесостепной зоне и характеризуется умеренно континентальным климатом с такими особенностями, как неустойчивость и резкие перемены температуры, неравномерное выпадение осадков по годам и временам года. В деревне довольно суровая и снежная зима с незначительными оттепелями, поздняя прохладная и сравнительно сухая весна, короткое жаркое лето и влажная прохладная осень.
| Показатель                                                                                      | Янв. | Фев. | Март | Апр. | Май | Июнь | Июль | Авг. | Сен. | Окт. | Нояб. | Дек. |
| ----------------------------------------------------------------------------------------------- | ---- | ---- | ---- | ---- | --- | ---- | ---- | ---- | ---- | ---- | ----- | ---- |
| Средний суточный максимум, °C                                                                   | −7   | −6   | −1   | 9    | 18  | 23   | 25   | 23   | 17   | 9    | 0     | −6   |
| Средний суточный минимум, °C                                                                    | −15  | −15  | −8   | 0    | 7   | 11   | 13   | 12   | 7    | 2    | −5    | −12  |
| Норма осадков, мм                                                                               | 25   | 23   | 25   | 33   | 44  | 59   | 49   | 51   | 45   | 47   | 34    | 32   |
| Источник: Моделирование исторических данных о климате и погоде. Дата обращения: 11 января 2024. |      |      |      |      |     |      |      |      |      |      |       |      |

## История
В 2021 году деревня отмечала своё 300-летие. Название деревни происходит от названия башкирской Тамьянской волости, существовавшей до восстания 1735—1740 годов. После этого в деревне жили башкиры, лишённые вотчинного права, а также припущенные кыр-еланцами татары. Они все (и башкиры, и татары) входили в сословие тептярей. В 1761 году в деревне имелась мельница. В 1797 году была припущена ещё одна группа тептярей.
В конце 1865 года — деревня Старая Тамьянова 3-го стана Белебеевского уезда Уфимской губернии, при речке Сюни. Жители, кроме сельского хозяйства, занимались пчеловодством, имелись мечеть и 3 водяные мельницы.
В 1895 году — деревня Старо-Тамьянова Кичкиняшевской волости V стана Белебеевского уезда. Имелась мечеть. По описанию, данному в «Оценочно-статистических материалах», деревня делилась на две части. Первая часть находилась по лёгкому склону по реке Сюнь. Надел находился в одном месте, селение — на северо-западе надела. В последнее время пашня увеличилась за счёт выгона и степи. Поля были по пологому склону до 2 вёрст от селения, почва — чернозём. Вследствие малолошадности поля обрабатывались больше сохами. К северу от селения находился кустарник. Вторая часть, в которой жили припущенники, находилась по пологому скату к реке Сюнь; по наделу протекала также речка Тукмак-Елга. Надел находился в одном месте, селение было на востоке надела. Пашня увеличилась за счёт леса. Поля были по большим увалам, до 2,5 вёрст от селения. Почва — чернозём с примесью глины или чистый чернозём. В полях были несколько оврагов, выгон — большей частью по горе. Кустарник находился на северо-западе и западе от селения. В 1905 году в деревне показаны мечеть и мельница.
По данным подворной переписи, проведённой в уезде в 1912—13 годах, деревня входила в состав Старо-Тамьяновского сельского общества Кичкиняшевской волости. 21 хозяйство из 138 не имели надельной земли. Количество надельной земли составляло 1083 казённые десятины (из неё 79,98 сдано в аренду 13 хозяйствами), в том числе 35 десятин усадебной земли, 818 десятин пашни и залежи, 114 десятин леса, 25 — выгона, 5 десятин сенокоса и 86 — неудобной земли. Также 4 хозяйства купили 34 десятины земли товариществом, а 252,19 десятины земли было арендовано единолично 63 хозяйствами. Посевная площадь составляла 647,86 десятины, из неё 287 десятин занимала рожь, 142,62 — овёс, 81,56 — просо, 58,84 — пшеница, 39,58 — полба, 30,26 — греча и 8 десятин — горох. Из скота имелась 203 лошади, 369 голов крупного рогатого скота, 813 овец и 259 коз, также 5 хозяйств держали 16 ульев пчёл. 7 человек занимались промыслами.
В 1923 году произошло укрупнение волостей, и деревня вошла в состав Шаранской волости Белебеевского кантона Башкирской АССР.
В 1930 году в республике было упразднено кантонное деление, образованы районы. Деревня вошла в состав Туймазинского района, а в 1935 году — в состав вновь образованного Шаранского района. Деревня принадлежала Базгиевскому сельсовету, из которого 9 мая 1937 года выделился Кир-Тлявлинский. В 1939 году — деревня Киртлявлинского сельсовета Шаранского района.
В 1930 году создан колхоз, объединённый с деревней Тархан, к 1935 году — самостоятельный колхоз «Ударник», вошедший в 1957 году в состав колхоза им. Калинина.
В 1952 году зафиксирована как село Старо-Тамьян того же сельсовета. В 1953 году Киртлявлинский сельсовет вошёл в состав Базгиевского. В 1961 году ещё фиксировалась как село, но к 1970 году вновь стала деревней.
В начале 1963 года в результате реформы административно-территориального деления деревня была включена в состав Туймазинского сельского района, с марта 1964 года — в составе Бакалинского, с 30 декабря 1966 года — вновь в Шаранском районе.
В 1999 году деревня по-прежнему входила в состав колхоза им. Калинина, в 2006—2012 годах — СПК «Агидель».
По состоянию на 2015 год в личных подсобных хозяйствах деревни имелось 80 голов крупного рогатого скота (в том числе 28 коров), 115 овец и коз и 310 голов птицы.

## Население
В 2015 году население деревни по данным регистрации составляло 189 человек в 81 семье, из них 9 детей до 7 лет, 25 детей от 7 до 16 лет, 58 мужчин и 32 женщины трудоспособного возраста и 23 мужчины и 42 женщины старше трудоспособного возраста.
| Год  | Методика              | Жителей | Мужчин | Женщин | Дворов | Преобладающие национальности/сословия                                              | Источники            |
| ---- | --------------------- | ------- | ------ | ------ | ------ | ---------------------------------------------------------------------------------- | -------------------- |
| 1795 | V ревизия             | 222     | 114    | 108    | 45     | 52 башкира в 8 дворах, 148 тептярей в 35 дворах и 22 тептяря из черемис в 2 дворах | [ 31 ]               |
| 1816 | VII ревизия           | н/д     | 119    | н/д    | н/д    | 80 татар и 39 башкир мужского пола                                                 | [ 21 ]               |
| 1834 | VIII ревизия          | 474     | 260    | 214    | н/д    | 83 башкира-припущенника и 391 тептярь                                              | [ 21 ] [ 32 ]        |
| 1859 | X ревизия             | 655     | 298    | 357    | 89     | вотчинники и припущенники                                                          | [ 33 ]               |
| 1865 | текущий учёт          | 389     | 197    | 192    | 84     | все башкиры                                                                        | [ 10 ]               |
| 1885 | текущий учёт          | 446     | н/д    | н/д    | 72     | н/д                                                                                | [ 34 ]               |
| 1895 | текущий учёт          | 608     | 301    | 307    | 118    | н/д                                                                                | [ 11 ]               |
| 1897 | перепись              | 646     | 301    | 345    | н/д    | все магометане                                                                     | [ 35 ]               |
| 1902 | сведения земства      | н/д     | 348    | н/д    | 130    | припущенники военного звания                                                       | [ 36 ]               |
| 1905 | текущий учёт          | 705     | 355    | 350    | 135    | н/д                                                                                | [ 13 ]               |
| 1912 | подворная перепись    | 752     | 383    | 369    | 138    | припущенники из тептярей                                                           | [ 14 ]               |
| 1917 | с/х перепись          | 848     | н/д    | н/д    | 154    | все башкиры (новобашкиры)                                                          | [ 37 ]               |
| 1920 | перепись              | 768     | 372    | 396    | 150    | н/д                                                                                | [ 38 ]               |
| 1920 | перепись              | 817     | н/д    | н/д    | 151    | 809 татар в 149 дворах и 8 русских в 2 дворах                                      | [ 39 ]               |
| 1925 | подготовка к переписи | н/д     | н/д    | н/д    | 143    | н/д                                                                                | [ 38 ]               |
| 1939 | перепись              | 677     | 316    | 361    | н/д    | н/д                                                                                | [ 20 ]               |
| 1959 | перепись              | 449     | 200    | 249    | н/д    | татары                                                                             | [ 40 ] [ 26 ]        |
| 1970 | перепись              | 531     | 246    | 285    | н/д    | татары                                                                             | [ 27 ] [ 41 ]        |
| 1979 | перепись              | 438     | 201    | 237    | н/д    | татары                                                                             | [ 42 ] [ 43 ]        |
| 1989 | перепись              | 277     | 132    | 145    | н/д    | татары                                                                             | [ 44 ] [ 45 ] [ 28 ] |
| 2002 | перепись              | 218     | 106    | 112    | н/д    | башкиры (84 %)                                                                     | [ 45 ] [ 46 ]        |
| 2010 | перепись              | 156     | 78     | 78     | н/д    | н/д                                                                                | [ 47 ]               |

## Инфраструктура
Деревня электрифицирована и газифицирована, имеется газовое отопление, централизованное водоснабжение отсутствует. Есть мусульманское кладбище площадью 1,569 га, расположенное к югу от деревни; в 1987 году был установлен памятник павшим в Великой Отечественной войне.
До 2010-х годов действовали сельский клуб и КФХ «Стрела», имевшее небольшой магазинчик и занимавшееся растениеводством. В деревне единственная улица — Центральная, протяжённость улично-дорожной сети составляет 1,290 км; подъездная дорога к деревне покрыта щебнем. Почти все дома деревянные.
Деревню обслуживает Шаранская центральная районная больница; фельдшерско-акушерский пункт находится в селе Кир-Тлявли, почтовое отделение — в деревне Старые Тлявли, средняя школа — в селе Базгиево.

### Комментарии
1. ↑  По официальным данным переписи.
2. ↑  По данным современного подсчёта по сохранившимся подворным карточкам.